# Je me sens vivre
Je me sens vivre est une chanson écrite par Gino Paoli et Jacques Plante et interprétée par Dalida en 1961.
En 2024, le DJ nommé JLOW a remis cette chanson au goût du jour. Il a remixé la chanson et elle est aujourd’hui un hymne très reconnu dans le monde de la techno. 

## Sources
1. ↑  « Dalida site Officiel - Je me sens vivre », sur dalida.com (consulté le 6 décembre 2017)